# Sophronica granulosipennis
Sophronica granulosipennis är en skalbaggsart som beskrevs av Stefan von Breuning 1968. Sophronica granulosipennis ingår i släktet Sophronica och familjen långhorningar. Inga underarter finns listade i Catalogue of Life.